# Phoebe Mills
Phoebe Mills, (Northfield, 2 de novembro de 1972) foi uma ginasta que competiu em provas de ginástica artística pelos Estados Unidos da América.
Antes de iniciar as práticas na ginástica, Phoebe chegou a competir como skatista, influenciada pelo irmão, Nathaniel Mills - que disputou os Jogos de Inverno de 1992, 1994 e 1998 na prova da patinação de velocidade - e pela irmã, Jessica Mills, campeã do Mundial Júnior de patinação artística no gelo, de 1989.
Sua carreira competitiva na ginástica, inisiou-se e 1985, antes dos completos treze anos. Treinada pelo casal Béla e Marta Károlyi, Mills conquistou a terceira colocação do individual geral no Campeonato Júnior Nacional. Já no American Classic Junior, conquistou a segunda colocação. No ano seguinte, ainda na categoria júnior, Phoebe participou do Festival Olímpico Estadunidense, no qual conquistou cinco medalhas, inclusos seus dois primeiros ouros - barras assimétricas e salto. No Nacional, foi a medalhista de prata, no evento geral. Em 1987, estreando em grandes competições internacionais, disputou o Mundial de Roterdã, no qual fora à final por equipes e encerrou na sexta posição. Individualmente, não passou da fase preliminar e atingiu a colocação geral na 48ª posição. Entre 1988 e 1989, seus últimos anos como ginasta, foi campeã no concurso geral, na Copa América de 1988. No Campeonato Americano, atingiu o mesmo resultado, além de conquistar três medalhas por aparelhos - solo, trave e salto sobre a mesa. No Pré-Olímpico, siu-se vencedora e conquistou a vaga para disputar as Olimpíadas. Nos Jogos de Seoul, conquistou a única medalha estadunidense dessa edição - o bronze na trave.
Após afastar-se das práticas da ginástica, especializou-se na plataforma de dez metros, dos saltos ornamentais, competindo pela Universidade de Miami, na Flórida. No entanto, abandonou este desporto após graduar-se. Mais tarde, começou a ensinar snowboarding para a seleção júnior norte-americana e tornou-se vice-presidente da Associação de Snowbording dos Estados Unidos. Formada em Direito, é dona de uma pequena firma em Vermont. Em 2000, foi inserida no USA Gymnastics Hall of Fame.